# UFC Fight Night: Kape vs. Almabayev
UFC Fight Night: Kape vs. Almabayev (también conocido como UFC Fight Night 253, UFC Vegas 103 y UFC on ESPN+ 111) fue un evento de artes marciales mixtas producido por Ultimate Fighting Championship que se llevó a cabo el 1 de marzo de 2025 en el UFC Apex en Enterprise, Nevada, parte del Valle de Las Vegas, Estados Unidos.

## Antecedentes
Se esperaba que una eliminatoria por el título de peso mosca de UFC entre Brandon Royval y Manel Kape encabezara el evento. Sin embargo, Royval se retiró debido a una lesión no revelada; fue reemplazado por Asu Almabayev. Originalmente se esperaba que Albamayev se enfrentara al ex retador al título de peso mosca Steve Erceg en el evento, pero este último fue trasladado para encabezar UFC on ESPN: Moreno vs. Erceg y reemplazado por Allan Nascimento. Nascimento, a su vez, fue retirado del evento después de los últimos cambios.
Se programó para este evento una pelea de peso mediano entre Cody Brundage y el ganador de peso mediano de The Ultimate Fighter: Team Grasso vs. Team Shevchenko, Ryan Loder. Sin embargo, Loder se retiró de la pelea por razones desconocidas y fue reemplazado por Julian Marquez.

## Bonificaciones
Los siguientes peleadores recibieron bonificaciones de 50.000 dólares.
- Pelea de la Noche: Nasrat Haqparast vs. Esteban Ribovics
- Actuación de la Noche: Manel Kape y Mário Pinto